# Leptacis nana
Leptacis nana är en stekelart som beskrevs av Lubomir Masner 1960. Leptacis nana ingår i släktet Leptacis och familjen gallmyggesteklar. Inga underarter finns listade i Catalogue of Life.